# Yvonne Leuthold
Yvonne Leuthold (* 30. Januar 1980 in Bern, Schweiz) ist eine ehemalige schweizerisch-britische Handballspielerin. Mittlerweile ist sie als Handballtrainerin tätig.

## Karriere
Leuthold spielte anfangs bei DHB Rotweiss Thun in der Schweizer Nationalliga A. Im Sommer 2009 wechselte die Rückraumspielerin zum deutschen Zweitligisten SG BBM Bietigheim. Nach einer Saison bei der SG BBM wechselte die Linkshänderin zum Ligarivalen SV Allensbach. Im Sommer 2011 zog es sie nach Großbritannien, um sich dort mit der britischen Nationalmannschaft auf die Olympischen Spiele vorzubereiten. Nach den Olympischen Spielen kehrte sie zu DHB Rotweiss Thun zurück. Nach der Saison 2015/16 beendete Leuthold dort ihre aktive Karriere, jedoch blieb sie dem Verein als Athletiktrainerin erhalten. Im November 2016 übernahm sie einem Posten im Gremium EHF Court of Handball.
Yvonne Leuthold bestritt zwischen 2004 und 2008 insgesamt 34 Länderspiele für die Schweizer Nationalmannschaft. Ab 2008 lief sie für die britische Handballnationalmannschaft auf. Sie gehörte zum britischen Aufgebot, das an den Olympischen Sommerspielen 2012 in London teilnahm.
Leuthold war anfangs beim DHB Rotweiss Thun als Jugendtrainerin tätig. Ab der Saison 2023/24 war sie als Co-Trainerin der Erstligamannschaft von DHB Rotweiss Thun tätig. Im November 2024 übernahm sie das Traineramt von DHB Rotweiss Thun.